# 上里克辛根
上里克辛根（德語：Oberriexingen，發音：[oːbɐˈʁiːksɪŋən] ⓘ）是德国巴登-符腾堡州斯图加特行政区路德维希堡县的城市，与下里克辛根相邻，面积8.16平方千米，2023年12月31日人口为3,370人。